# Cystiplex axi
Cystiplex axi är en plattmaskart som beskrevs av Tor Karling 1964. Cystiplex axi ingår i släktet Cystiplex och familjen Cystiplanidae. Inga underarter finns listade i Catalogue of Life.